# Саги о древних временах
«Саги о древних временах» (исл. Fornaldarsögur) — разновидность исландских саг. В произведениях этого жанра рассказывается о событиях, происшедших до заселения Исландии, они основаны, как правило, на древних героических сказаниях и содержат много вымысла и сказочных мотивов. Самая известная из «саг о древних временах» — «Сага о Вёльсунгах».
Авторы саг о древних временах, по словам исследователя Михаила Стеблин-Каменского, «часто заверяют адресатов повествования в том, что они рассказывают правду. Существует также обширный цикл саг, авторы которых не претендуют на правдивость того, что рассказывают, и, видимо, не основываются на древней легендарной традиции. Такие саги называют лживыми. Иногда такие саги включают в состав цикла саг о древних временах, иногда определение лживые саги распространяют на все саги, действие которых происходит до заселения Исландии». В литературе встречается прямое отождествление «Саг о древних временах» с «лживыми сагами».

## Список саг о древних временах
- Сага о Боси и Херрауде
- Сага о Вёльсунгах
- Сага о Гаутреке
- Сага о Гриме Мохнатые Щёки
- Сага о Кетиле Лососе
- Сага о Рагнаре Кожаные Штаны
- Сага о Сёрли Сильном
- Сага о Стурлауге Трудолюбивом
- Сага о Тидреке Бернском
- Сага о Торстейне сыне викинга
- Сага о Фритьофе Смелом
- Сага о Хальвдане Воспитателе Браны
- Сага о Хальвдане сыне Эйстейна
- Сага о Хальве и воинах Хальва
- Сага о Хервёр и Хейдреке
- Сага о Хрольве Жердинке и его витязях
- Сага о Хрольве Пешеходе
- Сага о Хрольве сыне Гаутрека
- Сага о Хромунде сыне Грипа
- Сага о Хульд Великой
- Сага о Хьяльмтере и Эльвире
- Сага об Ане Лучнике
- Сага об Асмунде Убийце Витязей
- Сага об Иллуги Зяте Грид
- Сага об Ингваре Путешественнике
- Сага об Одде Стреле
- Сага об Эгиле Одноруком и Асмунде Убийце Берсерков

Иногда к «сагам о древних временах» относят «Сагу об Инглингах».

## Публикации на русском языке
- Сага о Вёльсунгах. Перевод Б. И. Ярхо. М., 1934.
- Сага об Ингваре Путешественнике. Перевод Г. В. Глазыриной. М., 2002.